# Viktor Axelsen
Viktor Axelsen (Odense, 1994. január 4. –) olimpiai bajnok dán tollaslabdázó.
A sportot hatévesen kezdte űzni, majd 17 évesen tagja lett a dán válogatottnak. 2010-ben junior világbajnok lett.
2016-ban vett részt először az ötkarikás játékokon, ahol egy bronzérmet szerzett. 2021-ben ismét kvalifikálta magát a tokiói olimpiára, ahol aranyérmet szerzett Dániának. A 2024-es párizsi olimpián megszerezte második olimpiai bajnoki címét.
Viktor Axelsen Dubajban él. 2021-ben költözött az arab városba, hogy több időt tölthessen családjával.